# キレンガ川
キレンガ川（キレンガがわ、Kirenga、ロシア語: Киренга）は、ロシア連邦シベリア東部のイルクーツク州を流れる川で、レナ川の右岸に合流する。
キレンガ川は毎年10月末から11月初めに凍結し、4月末から5月ごろに氷が解ける。主な支流にウルカン（Ulkan）、ミーニャ（Minya）、ハンダ（Khanda）がある。キレンスクの町がキレンガ川とレナ川の合流点に位置する。